# Plecka Dąbrowa (osada)
Plecka Dąbrowa – osada w Polsce położona w województwie łódzkim, w powiecie kutnowskim, w gminie Bedlno.
W latach 1975–1998 miejscowość administracyjnie należała do województwa płockiego.